# Альгамбра
37°10′37″ пн. ш. 3°35′24″ зх. д. / 37.17694° пн. ш. 3.59000° зх. д.
Альгамбра (араб. الحمراء, ісп. Alhambra [aˈlambɾa] — «червоний») — архітектурний та парковий ансамбль та музей, пам'ятка мавританської архітектури та ісламського мистецтва XIII–XIV ст., колишня резиденція емірів династії Насрідів правителів Гранадського емірату. Складається з палацу, мечеті, та фортеці. Розташований на терасі пагорба Сабіка в східній частині міста Гранада в південній Іспанії. Загальна площа 13 га.
З 1984 року належить до Світової спадщини ЮНЕСКО.

## План
Приміщення Альгамбри розташовані навколо двох взаємно перпендикулярних дворів. Найкращий з них — Левовий двір, оточений біломармуровою аркадою і прикрашений фонтаном з фігурами левів. Найпишнішими є зали Послів, Двох сестер і Суду. Підлога А. вимощена різнокольоровим мармуром, що утворює геометричний візерунок; подібні ж орнаменти на панелях стін, облицьованих різнобарвними полив'яними кахлями; стіни, колони, стеля і куполи густо вкриті арабесковим візерунком, написами й мереживом сталактитів.

## Історія
Арабські завойовники Південної Іспанії (на відміну від інших) виявилися добрими учнями та талановитими спадкоємцями технічних досягнень стародавніх римлян, що колонізували Іберійський півострів задовго до них. Кмітливо використовуючи талі води гірських снігів, застосовуючи гідротехнічні навички римлян та роками вдосконалюючи їх, маври (араби) Іспанії перетворили посушливий край в край садів, великих міст та відомих ремісничих центрів. Унікальною була підтримка середньовічних науковців та перекладачів античних філософів, вчених, медиків. Йшло активне засвоєння добутих знань та їх творче продовження, чим маври Іспанії суттєво відрізнялися від монгольських завойовників та арабів інших країн. Завдяки перекладам іспанських маврів, середньовічні науковці Європи отримали змогу наново пізнати свою стародавню історію, коріння власної, європейської культури, наново стати спадкоємцями досягнень античності, тепер вже в перекладах з арабської на латину. В Кордову почалося паломництво студентів з Франції, Німеччини, навіть середньовічної Британії. Налагодження паперових млинів дало матеріал для рукописів. В Кордові — ціла низка фахівців жила за рахунок перепису, перекладання та торгівлі книжками. Кордовський халіфат ставав найбільш розвиненою та культурною країною середньовічної Іспанії та Західної Європи. Сформувалася дивна, унікальна цивілізація, арабська за мовою та збагачена декількома неарабськими культурами — від античних Греції та Риму до Африки та Юдеї.
Культурний та сільськогосподарський розвиток краю був насильницько обірваний католицькою Реконкістою, що викликала масову еміграцію арабів з Іспанії… Край став занедбаною провінцією, а мистецькі та ремісничі центри перемістилися у південну та центральну Італію, Візантію, південну Францію.
Мали свої досягнення маври Іспанії й в архітектурі. Католикам Іспанії дістануться як військові трофеї кам'яна забудова міст, кам'яні мости через річки, арабські замки (Калаорра) та уславлена Соборна мечеть у Кордові — величний прямокутник 200 на 144 метри, перетворений іспанцями на католицький собор.

### Будівництво

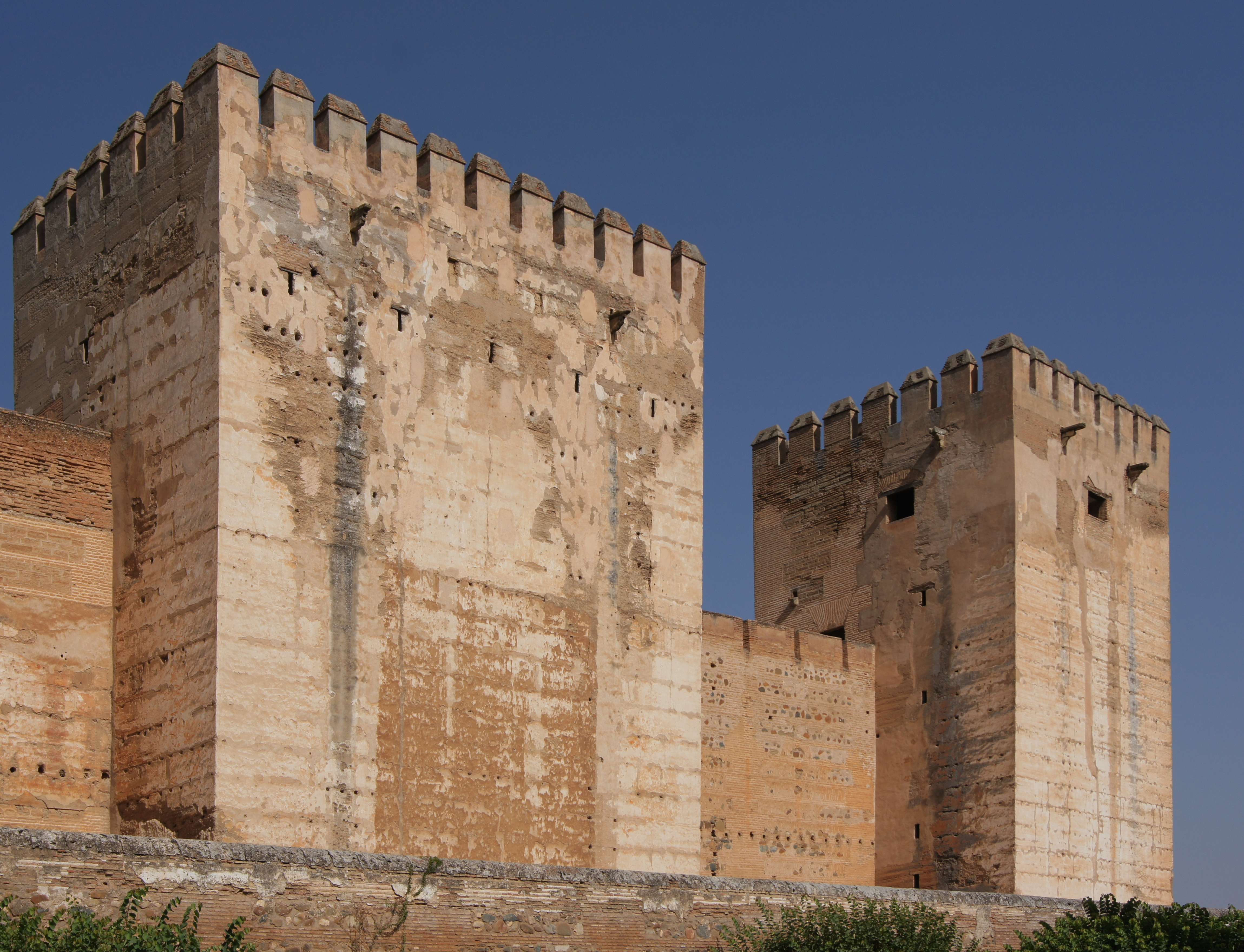
Фортечні вежі Альгамбри

На цьому тлі й виникла Альгамбра в місті Гранада, що була збудована в XIII–XIV століттях як резиденція мавританських правителів (халіфів). Будівництво тривало у 1213–1338.
Для резиденції обрали пагорб аль-Сабіка, відокремлений од міста глибокими ровами та річкою Дарро. На пагорбі також вибудували фортецю, серед веж та двориків якої побудували палацові приміщення.

### Особливості
Площа фортеці невелика — близько 13 гектарів, що підвищувало оборонні функції споруди під час війни чи громадських конфліктів. З часом оборонна функція ослабла і почала переважати репрезентативна. Схили пагорба пізніше перетворили на сади.
Сади виникли і в невеличких двориках Альгамбри. Назва не досить точна, бо це комплекси з водних басейнів та запашних кущів, фруктових дерев там нема. На терасах розплановані регулярні сади геометричних форм, які ніколи не становили єдиного художнього цілого, не були і не є ансамблем у сучасному розумінні. Але саме ці розрізнені, геометричні елементи стануть зразками невеликих, регулярних садів для монастирів та замків середньовічної Європи, а потім садів Відродження та бароко Італії, перероблені, творчо розвинені та значно доповнені фонтанами, каскадами, мармуровою скульптурою, павільйонами. Їх витоки — в арабській Іспанії.
- Найбільший з садів Альгамбри — площею 1550 м.
- Левовий дворик — площею 530 м, всі інші — ще менші. Їх особливість — чітка геометричність, симетрія, водні басейни, відокремленість. Альгамбра і за часів маврів була мало доступною.

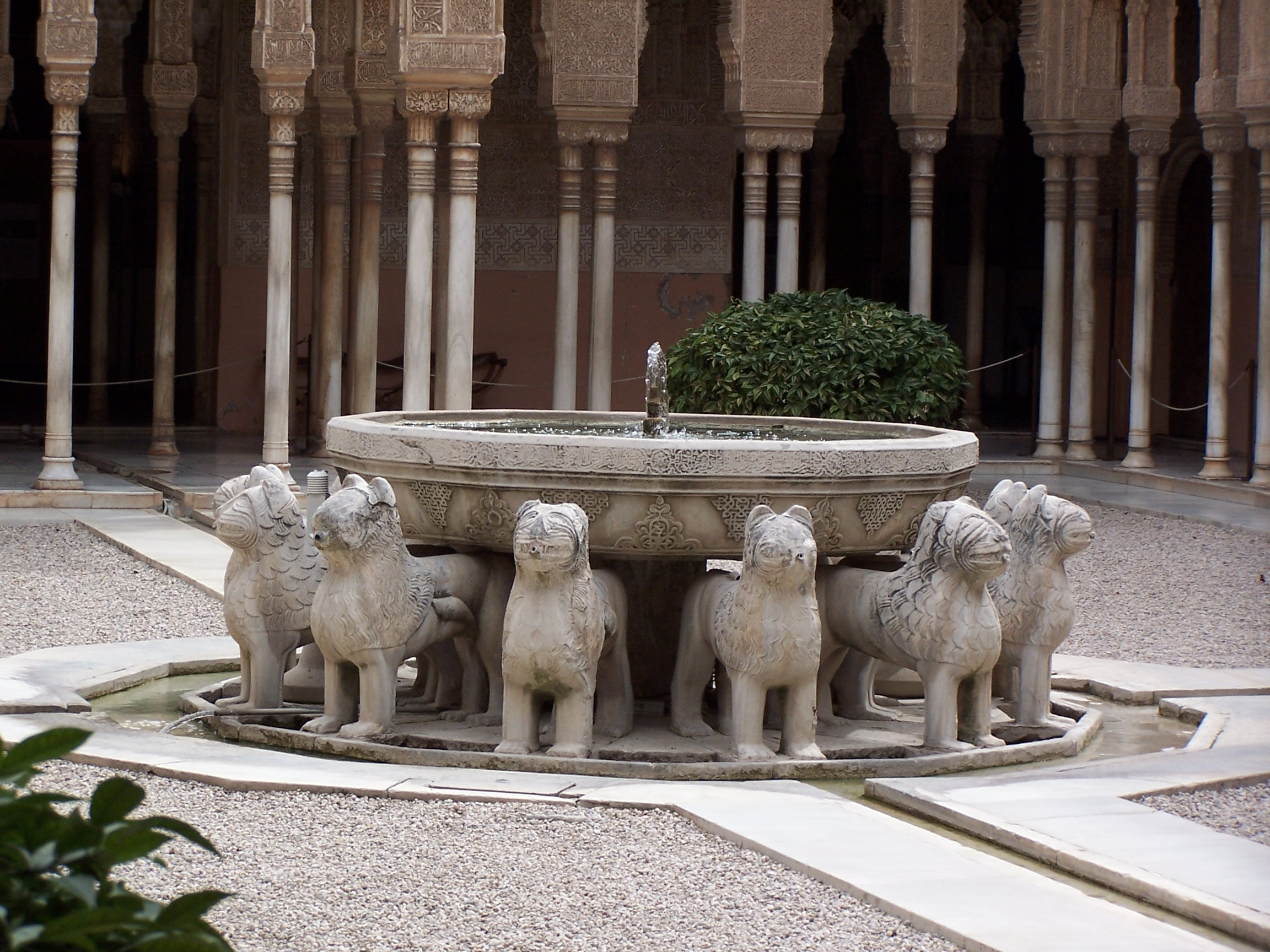
Левовий дворик
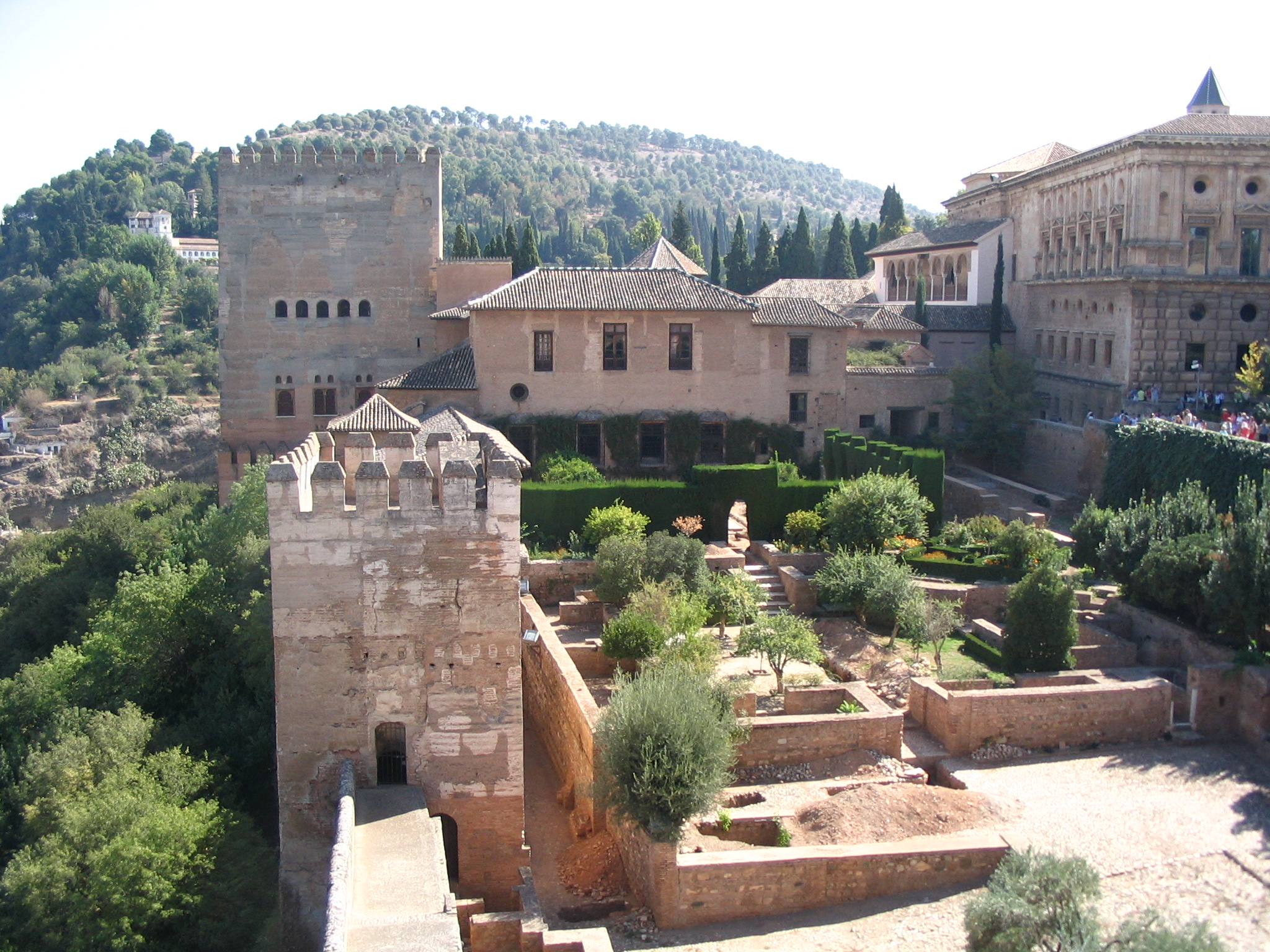
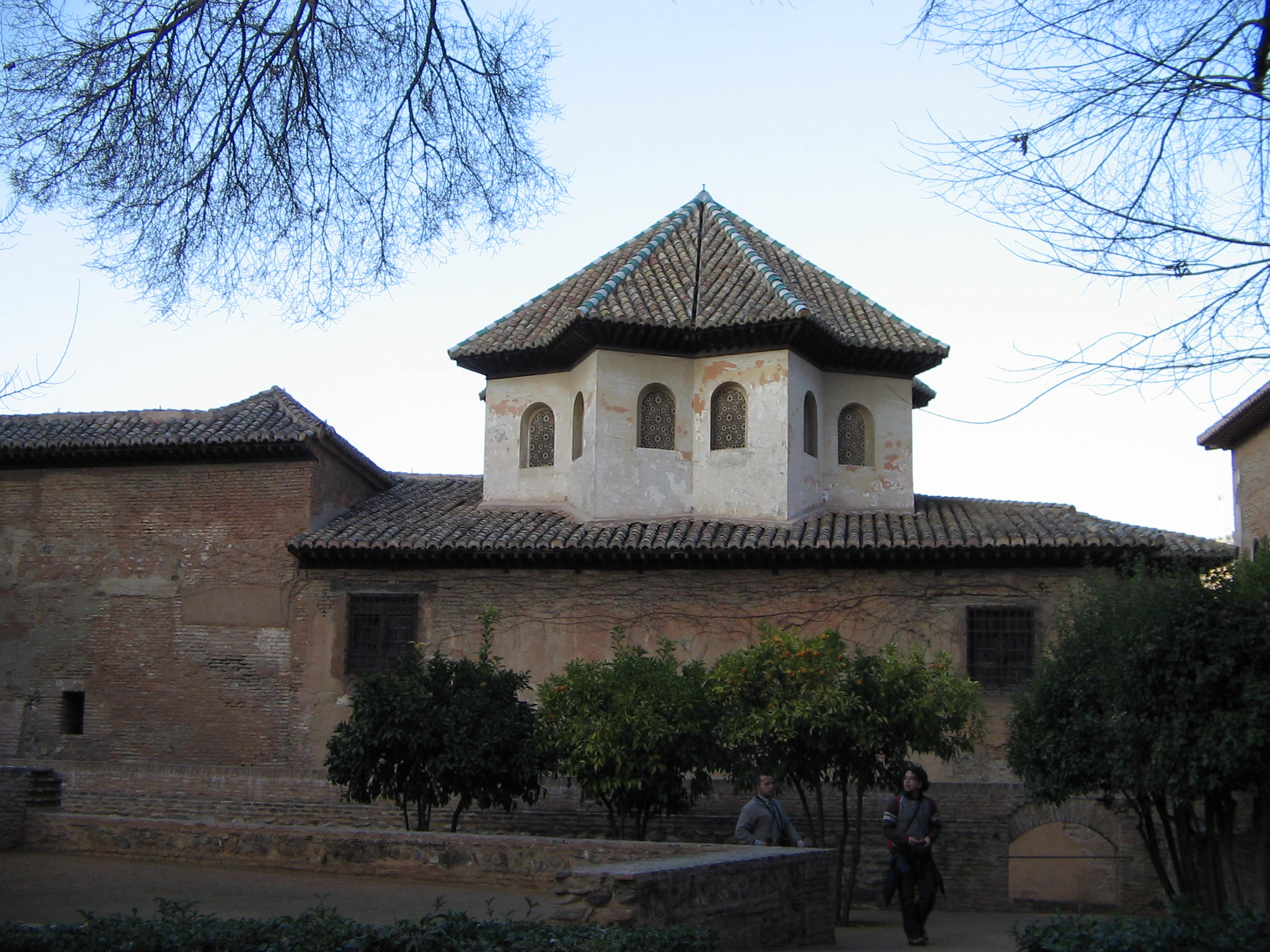
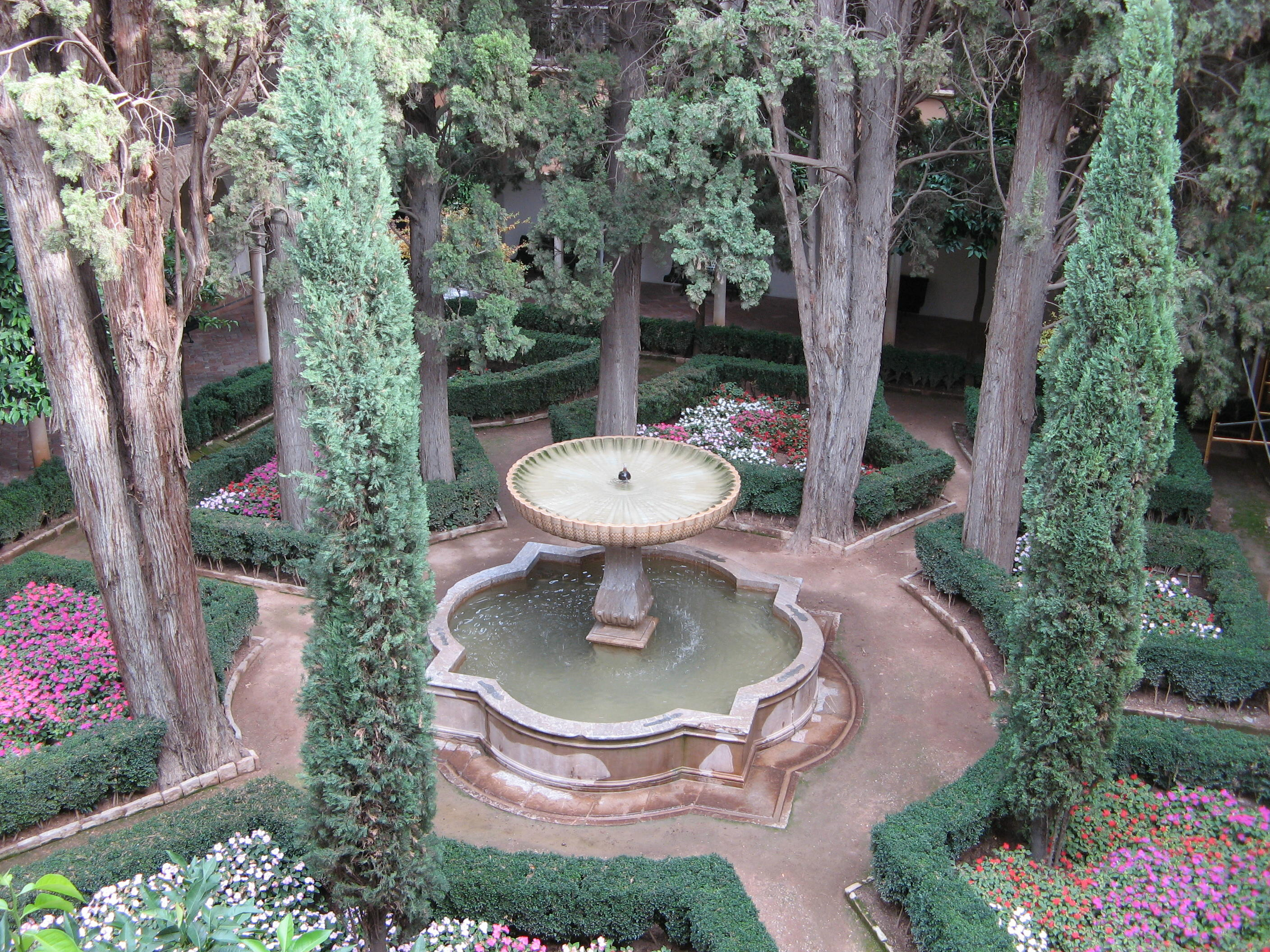
Реставрована частина саду

### Після Реконкісти
Після захоплення міста іспанцями життя арабського населення значно ускладнилося. Їх примусово хрестили, обкладали важкими податками, мечеті перетворювали на католицькі собори. У 1498 р. за наказом кардинала де Сіснероса конфіскували арабські рукописи і після розсортування — спалили. Тільки близько 300 рукописів (з медичної чи історичної тематики) були конфісковані та збережені. Руйнаціям піддали і історичні арабські споруди. Багато чого було знищено безжально та безглуздо, зникло безслідно.

### Палац Карла V в Альгамбрі

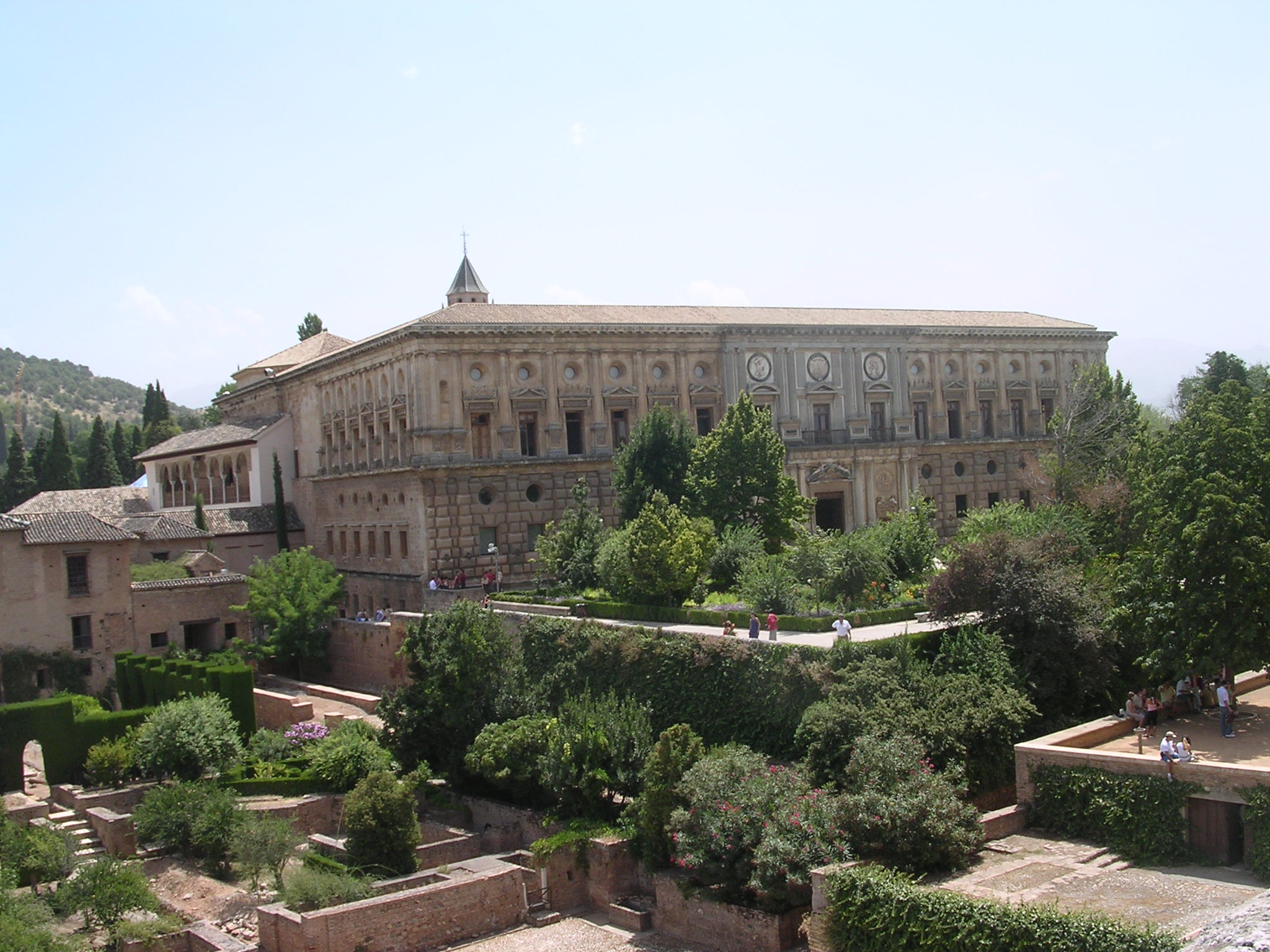
Східна частина Альгамбри з палацом Карла V
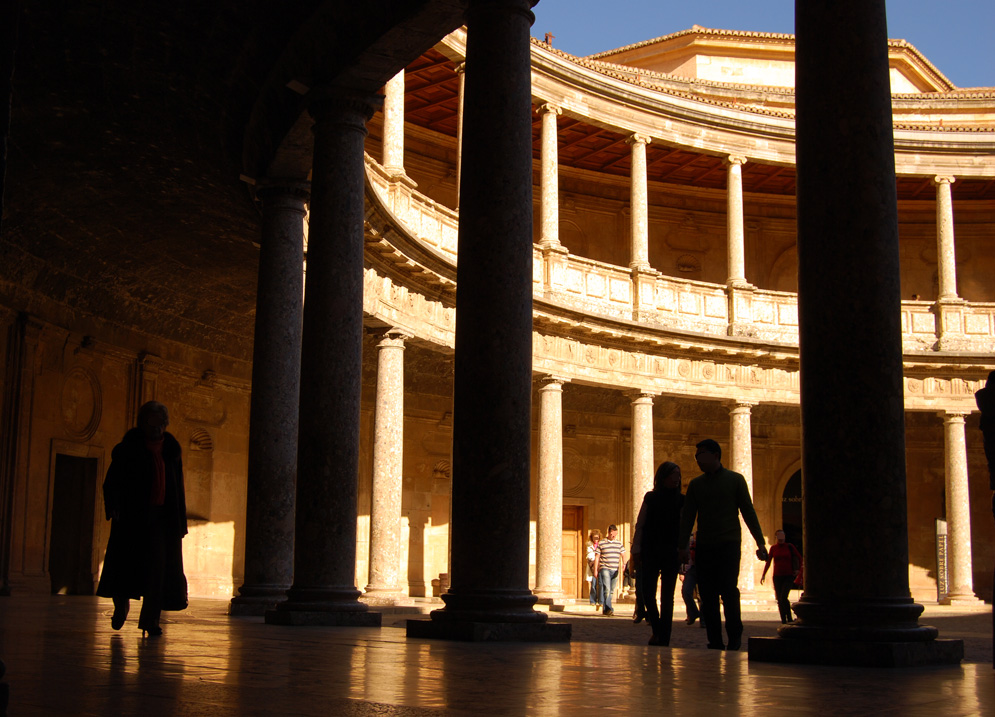
Круглий двір
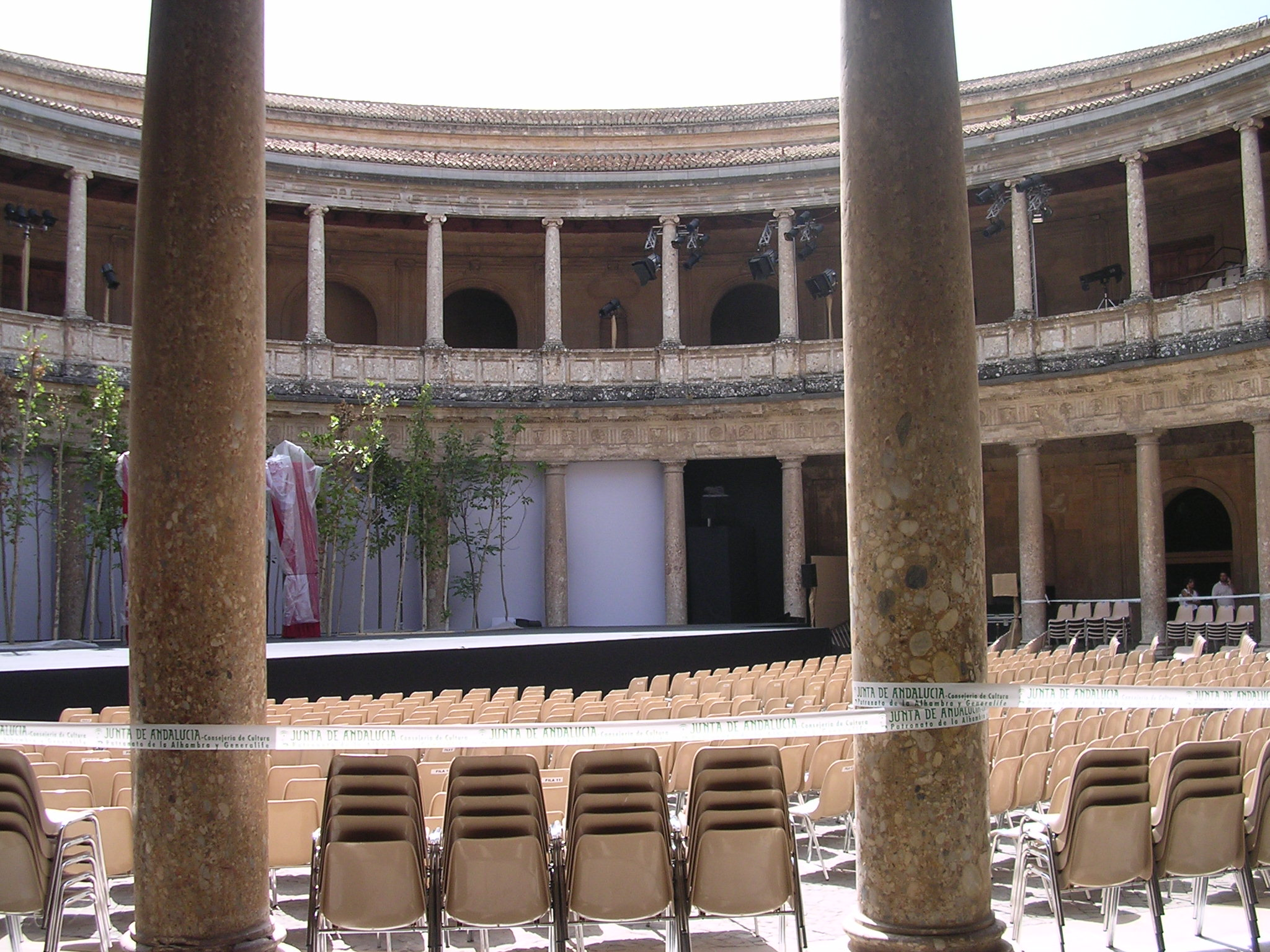
Круглий двір
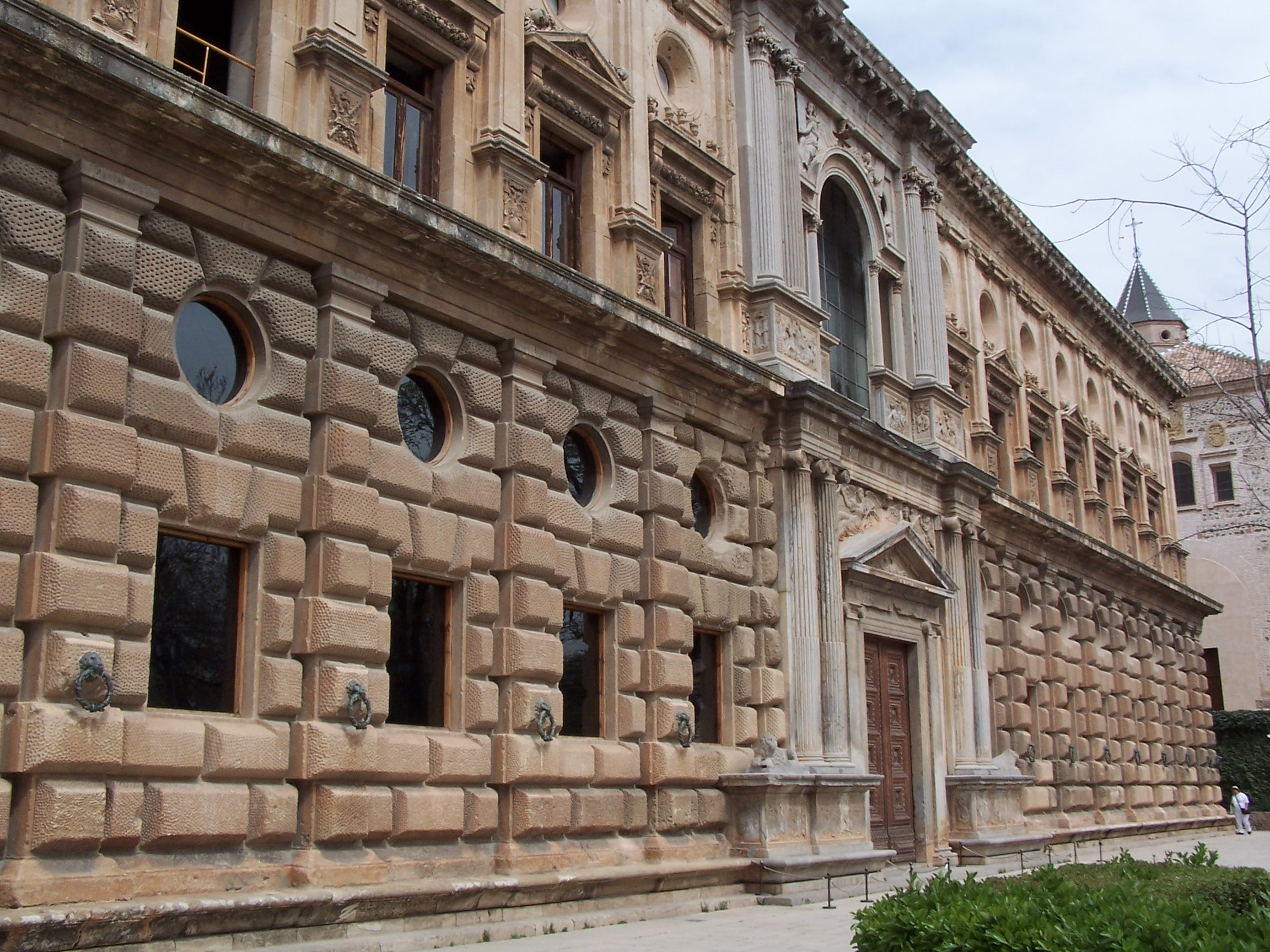
Велетенський фасад палацу Карла V

В XVI столітті Іспанія пережила надзвичайно короткий період Відродження, який одразу перейшов в похмурий маньєризм. Альгамбра належала королям Іспанії і на неї звернув увагу король Карл V. Він і доручив архітектору Педро Мачука, що навчався в Римі, проект та будівництво розкішного та великого власного палацу. Будівництво розтяглося на десятиліття. Карл V мало жив в Іспанії, тому отримав прізвисько «відсутній король». Він втратив інтерес до будівництва і залишив його недобудованим. Важкий прямокутник ніяк не співвідносився з арабською архітектурою ні велетенськими розмірами, ні надвеликими деталями, ні художнім образом. Аби палац побудували в іншому місці, йому простили б і деяку незграбність, і велетенські розміри, і пригнічуючий характер. Сміливим за задумом, але невдалим був і заокруглений внутрішній двір палацу з довгими, монотонними колонадами. Поряд зі старенькими, близькими за масштабом до реальної людини будівлями арабської Альгамбри палац має вигляд нахабного і жорстокого завойовника.
Палац спробували добудувати у XVII столітті і знову залишили недобудованим.
Повністю дахи палацу створили лише в XX столітті, а приміщення з 1939 року використали як музей.

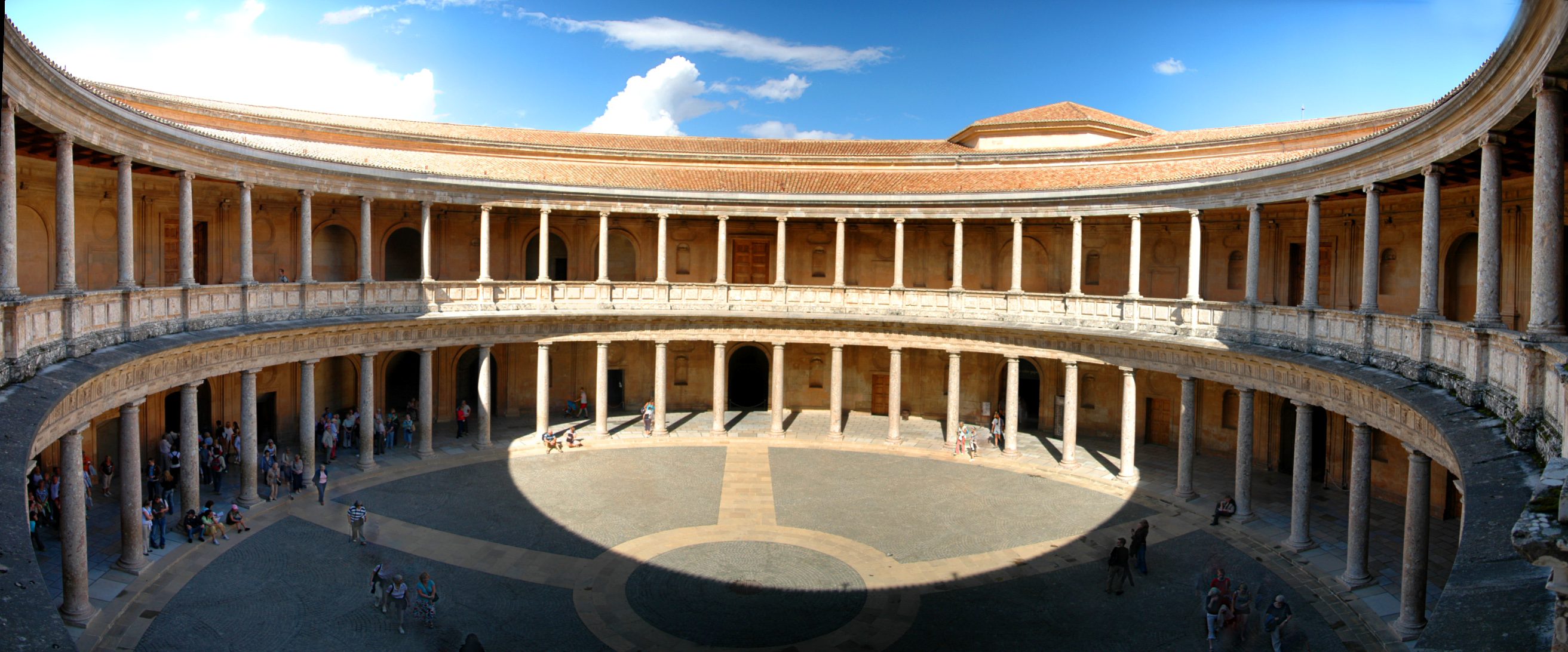
Круглий двір палацу короля в Альгамбрі

#### Архітектурний опис
«Алькасаба (від арабського слова аль-касба, що означає „фортеця“) — цитадель Альгамбри; саме тут були побудовані перші укріплення.»

##### Головні пам'ятки
- Кубічна вежа (Torre del Cubo, правильніше: кругла вежа), або Ла Таон (La Tahona)
- Адарве (Adarve)
- Арсенальна площа (Plaza de Armas)
- Дозорна вежа (Torre de la Vela)
- Вежа оммажа (Torre del Homenaje)
- Вежа Ідальго (Torre de los Hidalgos)
- Зламана вежа (Torre Quebrada)
- Вежа щитоносця (Torre del Adarguero)
- Порохова вежа (Torre de la Pólvora)
- Арсенальна вежа (Torre de las Armas).
- Вежа Султанші (Torre de la Sultana).
- Сад Адарве (Jardin de los Adarves)
- Площа Водойм (Plaza de los Aljibes) — розташована між Алькасаба, з одного боку, і палацами Насридів та палацом Карла V — з іншого. Отримала назву від підземних цистерн, викопаних в цьому місці графом де Тендільо в 1494 р. З неї туристи входять в Алькасаба."
- Ворота Справедливості (Puerta de la Justicia), або Ворота Еспланади (Puerta de la Explanada)
- Винні ворота (Puerta del Vino)
- Двір Медресе (Patio de la Madraza)

##### Палац Насридів
Складається із трьох визначних ансамблів: Мешуара — будівля для аудієнції і судів, палац Комарес — офіційна резиденція еміра, палац Левів — приватні апартаменти.
Миртовий дворик (Patio de los Arrayanes).
Центр композиції всього палацу, майже найзнаменитіше місце Альгамбри входить до складу залів палацу Комарес, посередині дворика знаходиться мармурова водойма розмірами 34 × 7,1 м, куди подається вода з двох фонтанчиків на коротких сторонах прямокутника, за якою дворик також називається Патіо ставу (Patio del Estanque, Patio de la Alberca). Вздовж довгих сторін він обсаджений постриженою огорожею з мирта, за якою двір отримав свою назву.

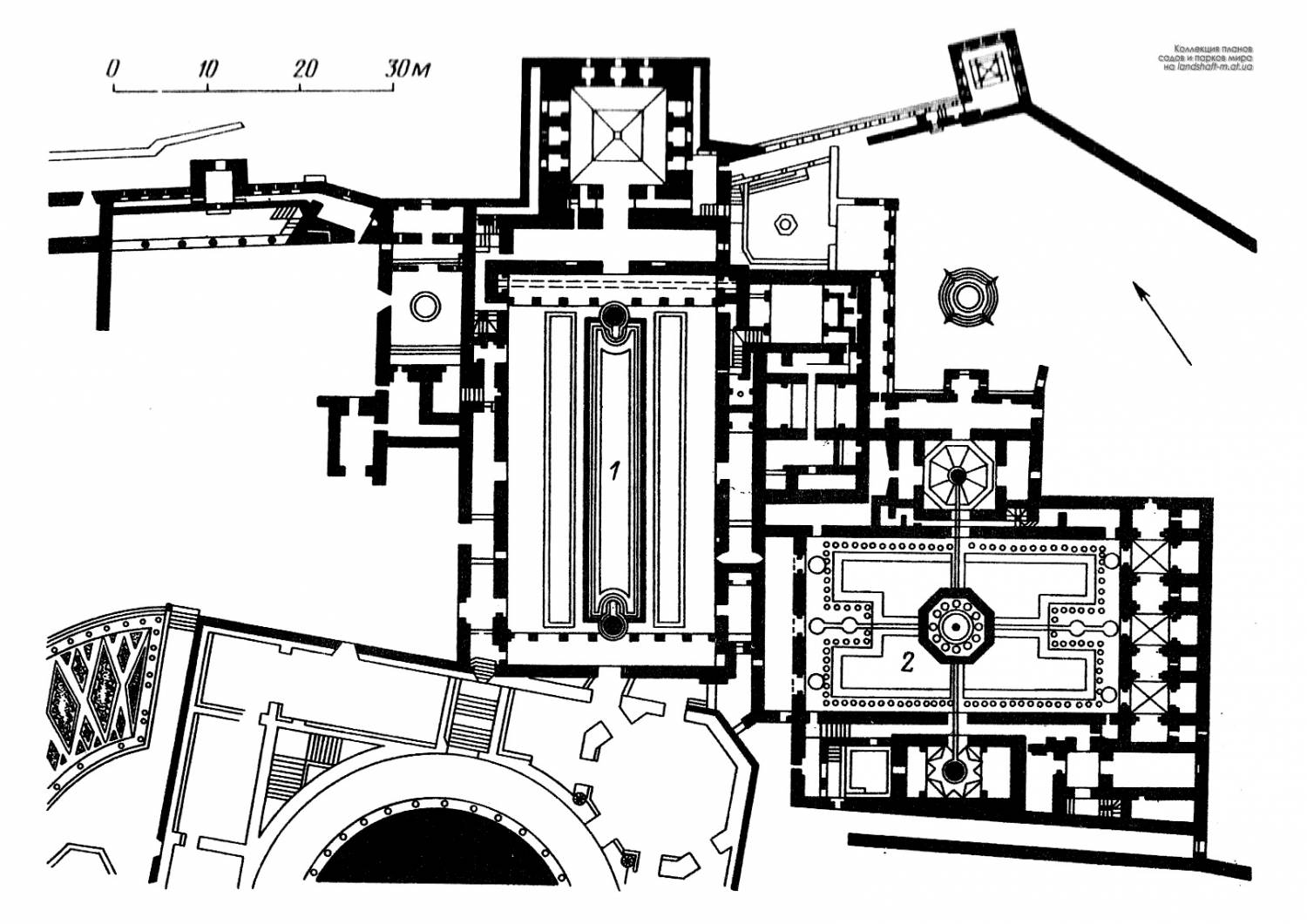
Миртовий дворик- 1, Левовий дворик - 2
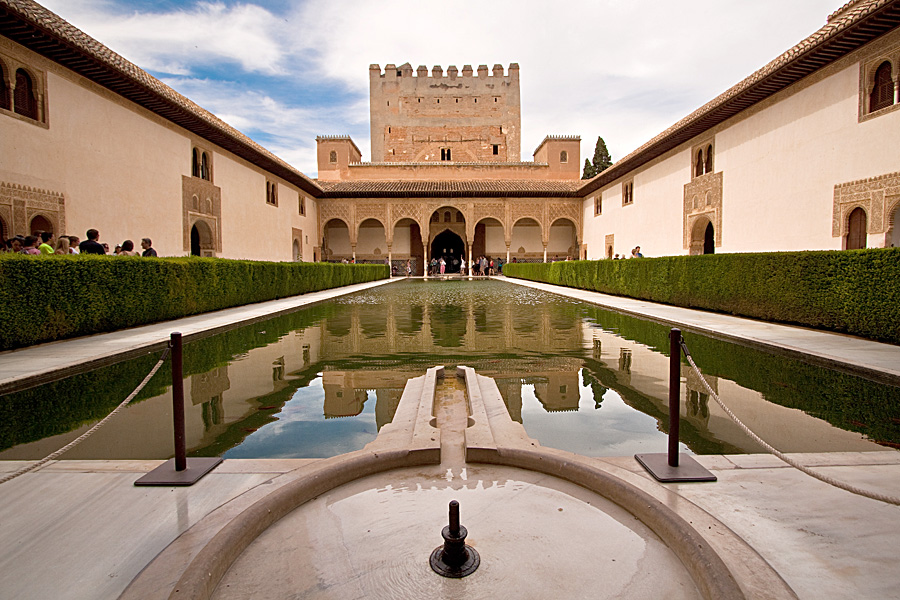
Миртовий дворик з видом на башню Комарес

##### Палац Левів (Palacio de los Leones)
Це приватні покої еміра. Побудований в XIV ст. при Мухаммеді V після його приходу до влади; існує також версія, що Мухаммед будував його як палац, повністю незалежний від палацу Комарес. У стилі цієї будівлі відчувається вплив християнського мистецтва, що, мабуть, пояснюється дружбою еміра з кастильським королем Педро Жорстоким. Включає в себе:
•Левовий дворик (Patio de los Leones).
```
«Центральний двір палацу, по периметру оточений арочними галереями, подібними до галерей миртового дворика, але переважно зі
здвоєними колонами, загальне число яких становить 124.Входи в апартаменти переважно виділені виступаючими портиками. Навколишні будинки покриті
загостреними дахами з черепиці. Посередині дворика розташований Фонтан Левів (Fuente de los Leones), який зображає дванадцять стилізованих левів, що тримають на спинах
дванадцятигранну чашу.»
```

•Зал Сталактитів (Sala de los Mocárabes).
•Зал Абенсеррахов (Sala de los Abencerrajes).
•Зал Королів (Salade los Reyes)
•Зал Двох Сестер (Sala de las Dos Hermanas)
```
«Зал Двох Сестер (Sala de las Dos Hermanas). Центральна кімната покоїв султанші. Зобов'язана своєю назвою двом великим мармуровим плитам підлоги,
розділеним фонтаном. Особливо виразний тут восьмигранний купол з мукарни, який спирається на тромпи, також
покриті мукарни. Стіни покриті найтоншим різьбленням по стукоту, де можна побачити і девізи Насридів. Над дверима зроблені антресолі.» 
```

•Зал Біфоріїв (Salade los Ajimeces)
•Мірадор Дарача (Mirador de Daraxa)
•Покої Карла V (Habitaciones de Carlos V)
•Будуар королеви (Peinador de la Reina, до XVIII ст. міг називатися також Tocador або Mirador)
•Кипарисовий (Patio de los Cipreses)

##### Палац Карла V
«Палац Карла V (Palacio de Carlos V) почав будуватися архітектором Педро Мачука для імператора поряд з палацами Насридів у 1527 р, але в 1568 р будівництво було призупинено на 15 років
через повстання морісків. Ренесансна архітектура палацу в
дусі італійського маньєризму (архітектор довго жив в Італії) різко контрастує з сусідніми будівлями. Втім, палац добудовувався аж до 1957 р., від чого несе відбиток різних епох. Палац квадратний у плані (63 х 17,4м), але має внутрішній круглий двір (діаметром 30 м). Має два поверхи, на фасадах яких пілястри чергуються з парами вікон — прямокутним і зверху
круглим. Перший поверх виконаний у стилі тосканського ордеру і рустований, до пілястр прикріплені декоративні
залізні кільця для прив'язування коней. На другому поверсі зроблено ряд балконів, його вікна багатше
оздоблені, пілястри — іонічного ордера.»

##### Парталь

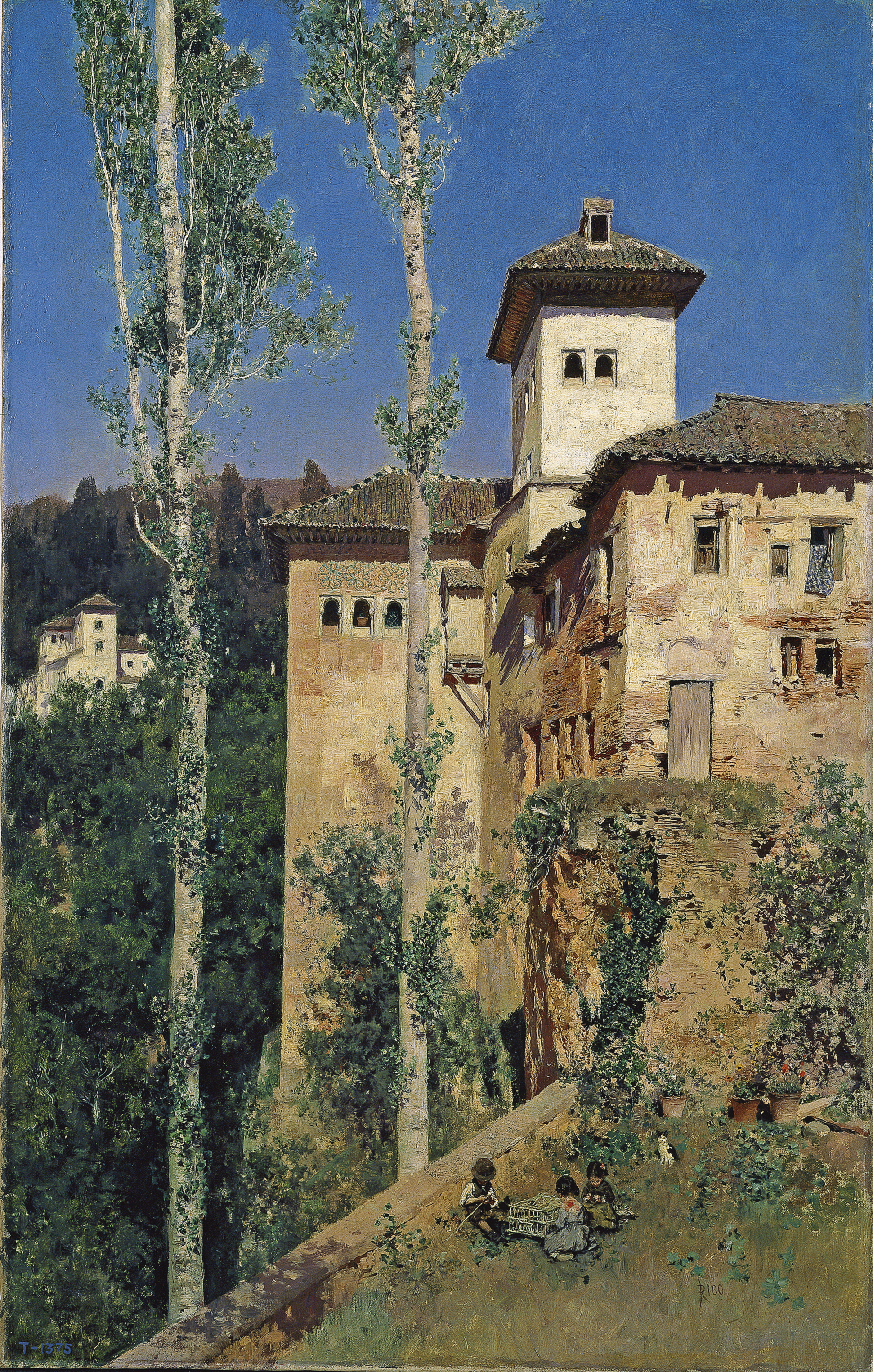
Мартін Ріко, «Вежа Дам в Альгамбрі в Гранаді», 1871, Музей Прадо, Мадрид

«Назва „Парталь“ (Partal, від арабського слова, що означає
„портик“). Значну її частину раніше становив палац Парталу (Palacio del Partal), або палац Портик (Palacio del Pórtico), побудований раніше насридських палаців — на початку XIV ст., за Мухаммеда III. Від цього палацу залишилося дуже небагато; найбільша з його будов — вежа Дам (Torre de las Damas), або башта Князя (Torre del Príncipe), вбудована в зовнішню стіну. Її
портик з п'ятьма арковими входами виходить до прямокутної водойми, як і в інших палаців. Внутрішнє оздоблення теж схоже: різнокольорові кахлі низом стін, над ними гіпсова ліпнина, дерев'яна стеля.»

##### Верхня Альгамбра, або Медіна
«Місце, де знаходилася житлова зона Альгамбри: особняки, більш прості будинки, базари, лазні та мечеть. Тут жив обслуговчий персонал палацу і розташовувалися ремісничі майстерні. Центральна вулиця, нині звана Королівською вулицею (Calle Real), йде із заходу, від Винних воріт, на схід у напрямку Хенераліфе. Паралельно їй спочатку проходив зрошувальний канал, що називався спочатку Султанським, а потім Королівським.»
•Церква Санта-Марія-де-ла-Альгамбра
«Церква Санта-Марія-де-ла-Альгамбра (Iglesia de Santa María de la Alhambra). Побудована в 1581—1618 рр. на місці Великої мечеті за планами Хуана
де Еррери і Хуана де Ореа архітектором Амбросіо де Віко, дещо спростити їх. Має в плані форму
латинського хреста. Барокковий вівтар з крученими колонами виконав Алонсо де Мена в 1571 р, так само як розп'яття і статуї св. Урсули і Сусанни. Головну статую, Святої Діви Смути (Virgen de las Angustias), виліпив в 1750—1760 рр. Торквато Руїс дель Пераля. Під час Страсного тижня цю статую урочисто проносять хресним ходом на срібних ношах, що зображують аркади Левового дворика.»
- Тупикова вежа (Torre del Cabo de la Carrera).
- Водонапірна вежа (Torre del Agua).
- Вежа Бальтасара де ла Круз (Torre de Baltasar de la Cruz).
- Семиярусна вежа (Torre de los Siete Suelos).

### Реставрація арабської Альгамбри
В XIX столітті деякий час палаци арабської Альгамбри стояли пусткою. Кожний охочий заходив і брав, що хотів.
Перебування двох випускників Петербурзької академії мистецтв Рахау Карл Карлович та Кольмана за кордоном закінчилося мандрами по Іспанії. На півдні країни в місті Гранада якраз нарешті розпочалися реставраційні роботи в колишньому палаці гранадських володарів (халіфів), що належав в XIX столітті іспанським королям (la Torre de les nfantas). Фахові архітектори, Рахау Карл Карлович та Кольман, створили проект його реставрації та отримали замову на його реалізацію.
У 1862 р. проект реставрації палацу Альгамбра архітектори подали на Всесвітню виставку в Парижі і отримали за нього золоту медаль. В Мюнхені — архітектори отримали почесний диплом.

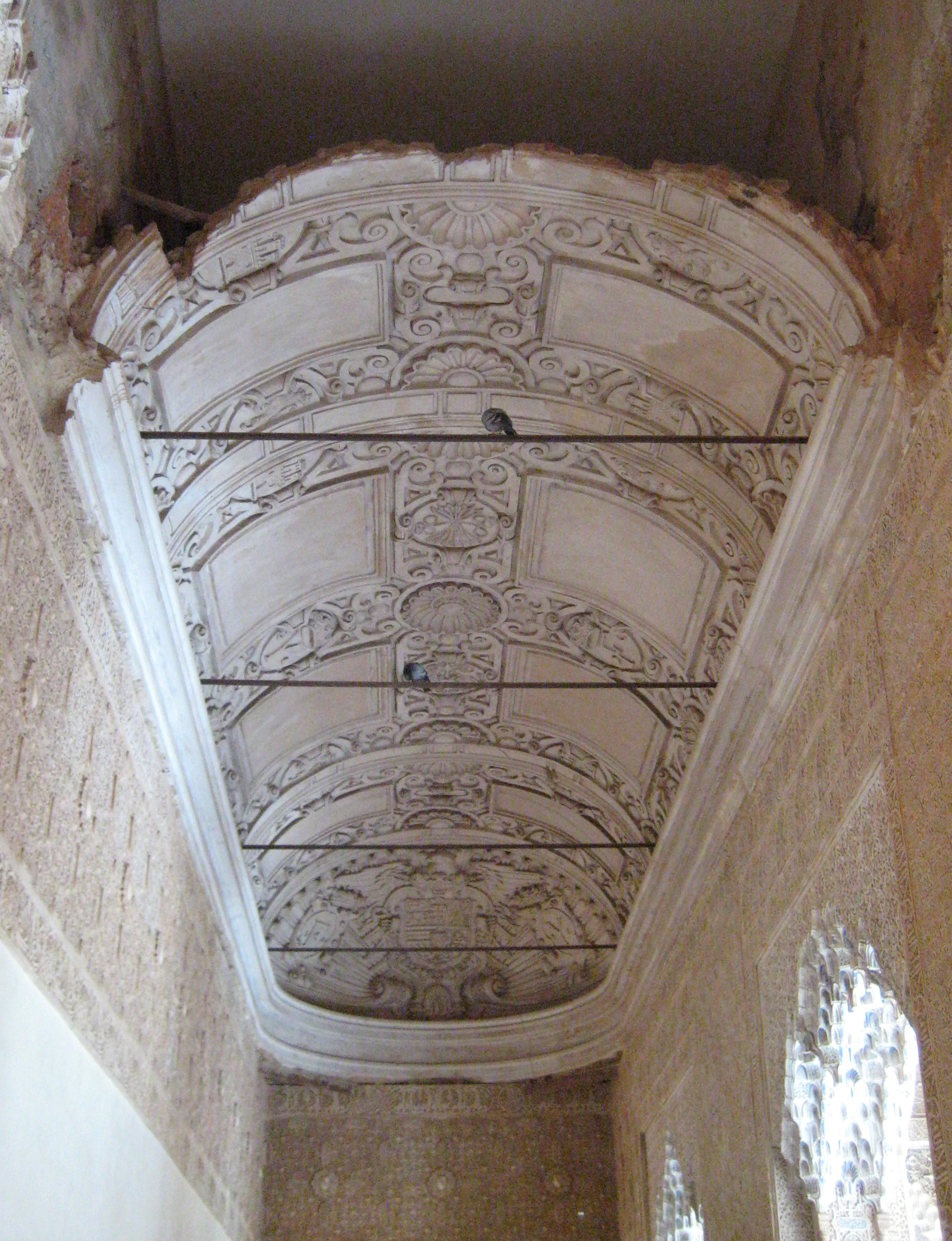
Іспанське циліндричне склепіння в Альгамбрі

В декорі палацових споруд Альгамбри використані надзвичайно прості та дешеві матеріали — кольорові кахлі, різьба по тиньку, різьблене дерево, черепиця дахів. Нижня частина стін вкрита кольоровими кахлями, середня частина — різьбою по тиньку, верхня частина віддана різьбленому дереву. Враження надзвичайного багатства, розкошів, нереальної легкості досягалося використанням багатих орнаментів, легкого, але нестримного золочення, розфарбування. Мармур використаний лише для підлог, чаш фонтанів та фустів колон. Маври знали ціну контрастів і використовували легкі колони і візуально важкі їх навантаження, прості білені стіни з відокремленими фрагментами несамовитих орнаментів, грали з затемненими та яскраво освітленими частинами. Широко використані декоративні якості арабських написів. Написи вирізані біля вікон, порталів, є цілі фризи з одних написів. Їх зміст традиційний — вирази з Корану, релігійний девіз династії Насрід, компліменти халіфам.
Втрати кольорових арабських кахлів були настільки значними, що їх відтворили наново, як і ділянки орнаментів, втрачених капітелей, тиньку. Всі фонтани та рослини — реставраційні відновлення.

## Реставрована Альгамбра

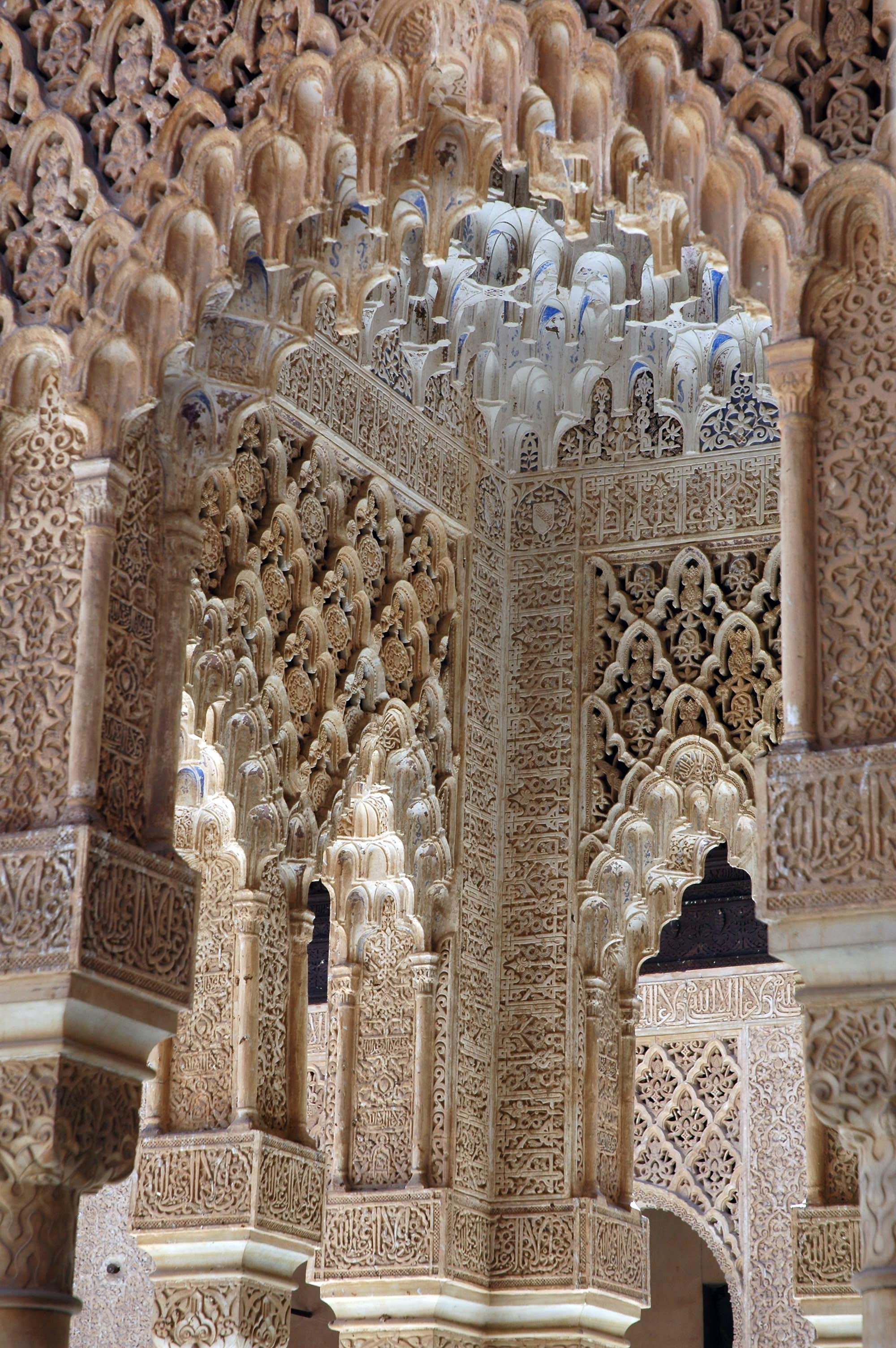
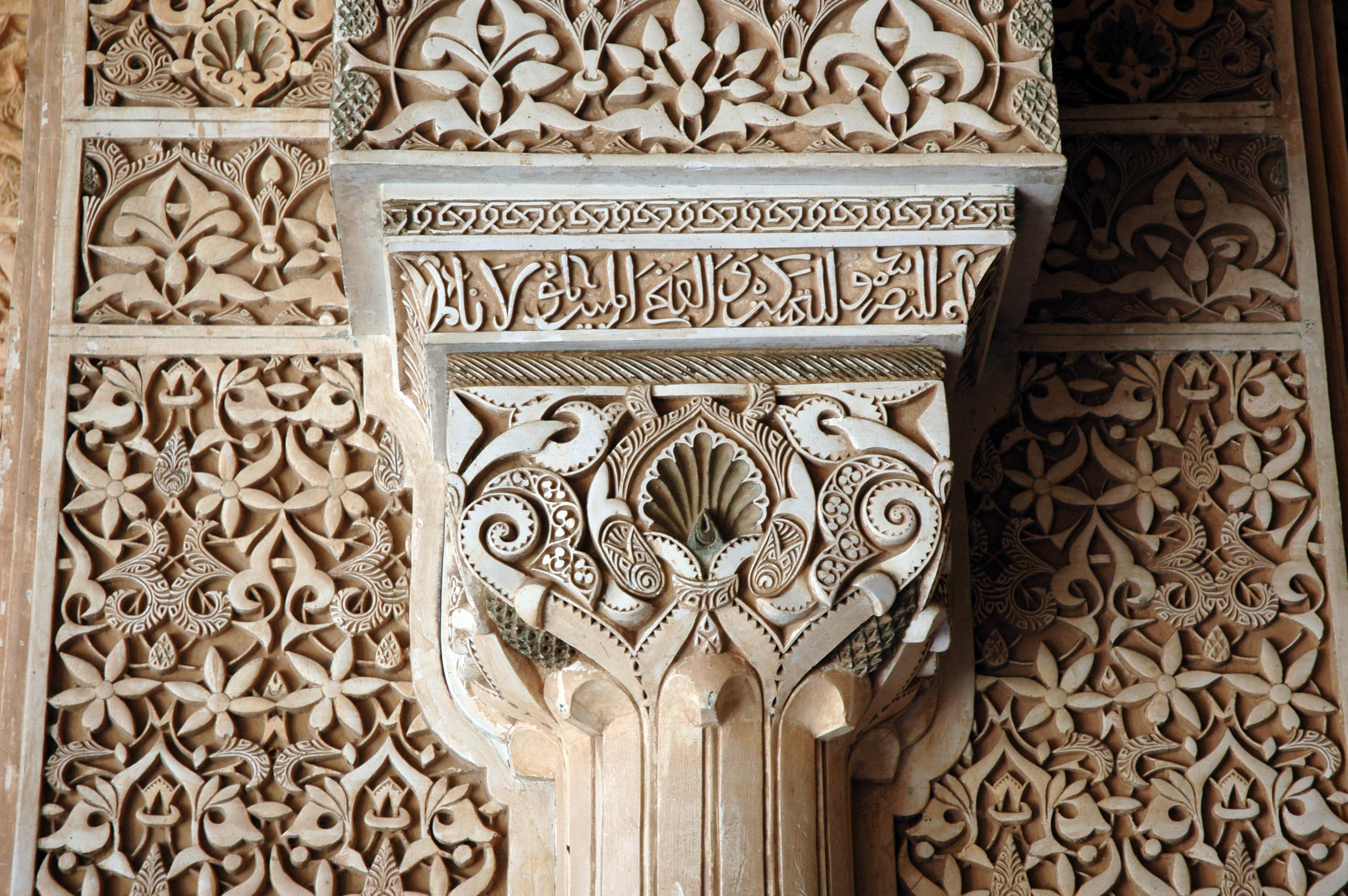
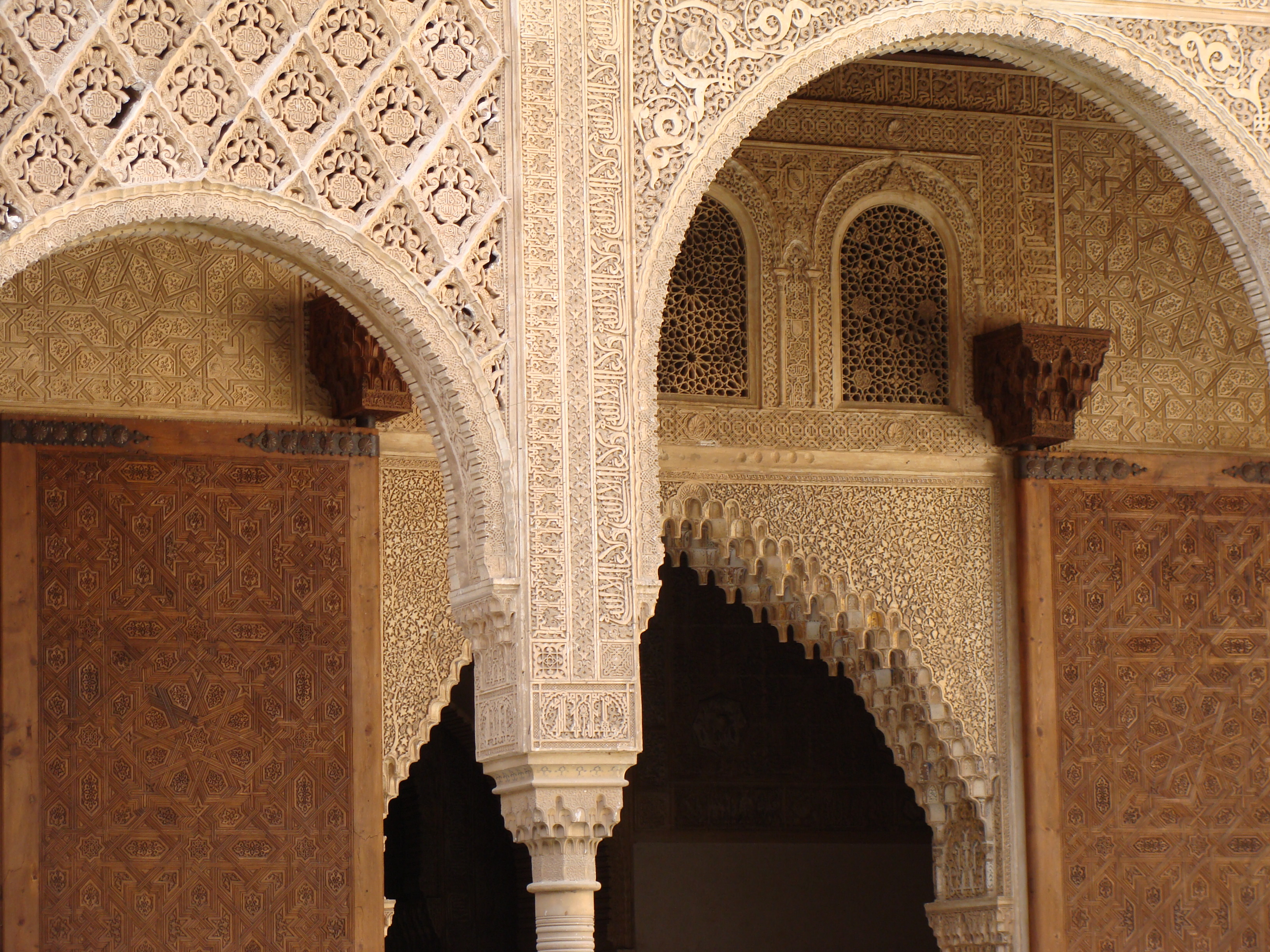
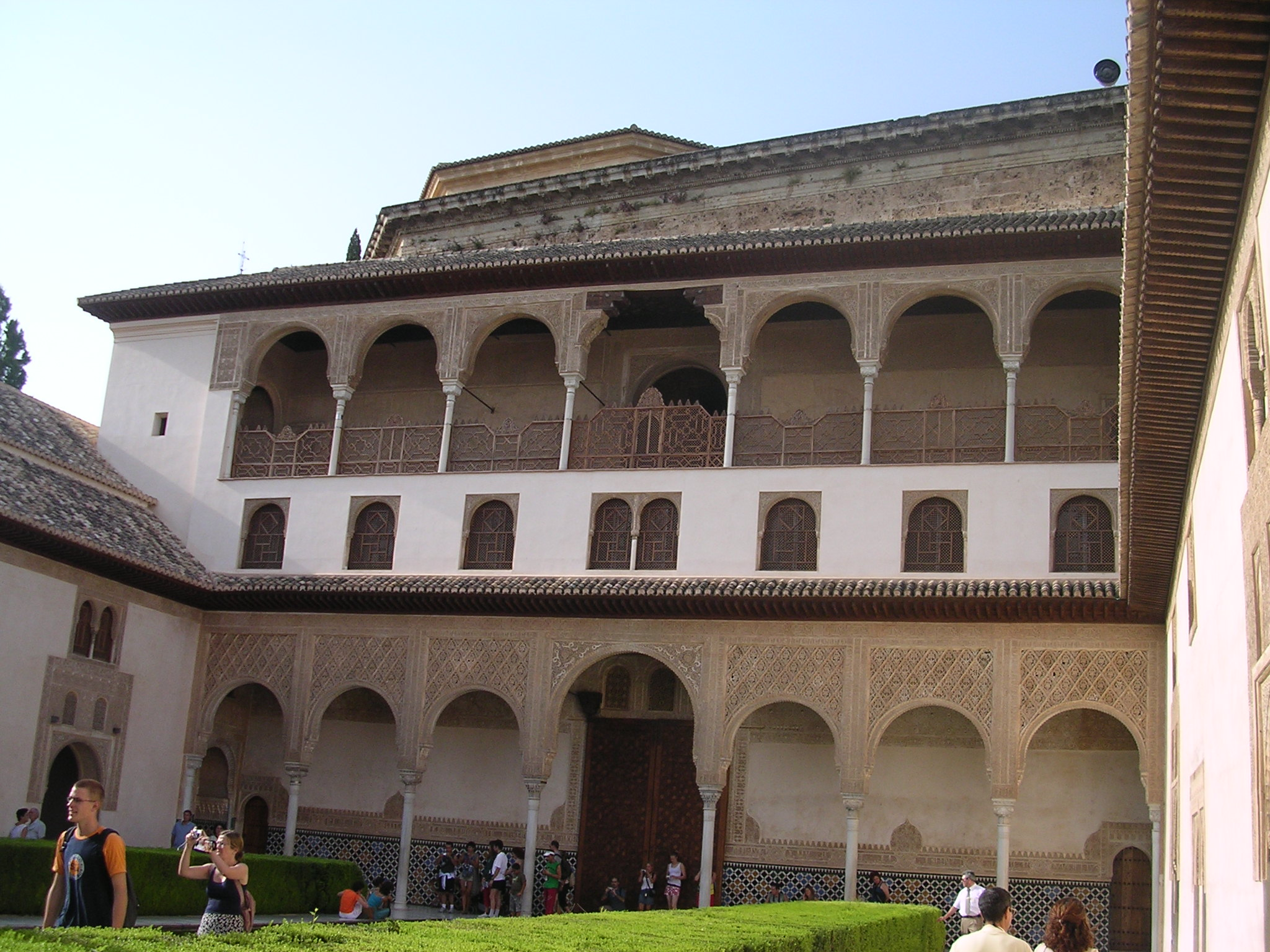

## Зразки арабських кахлів Альгамбри

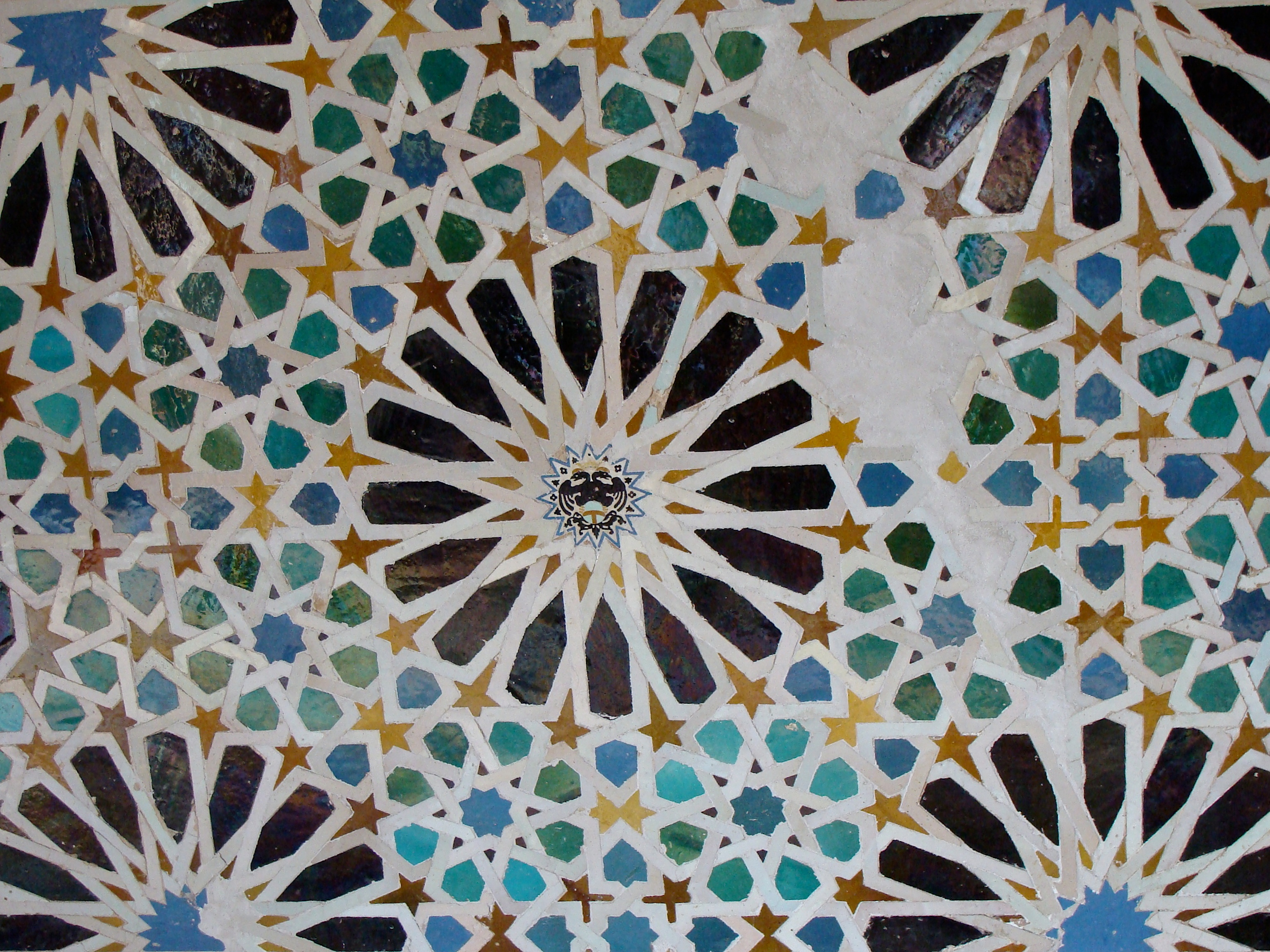
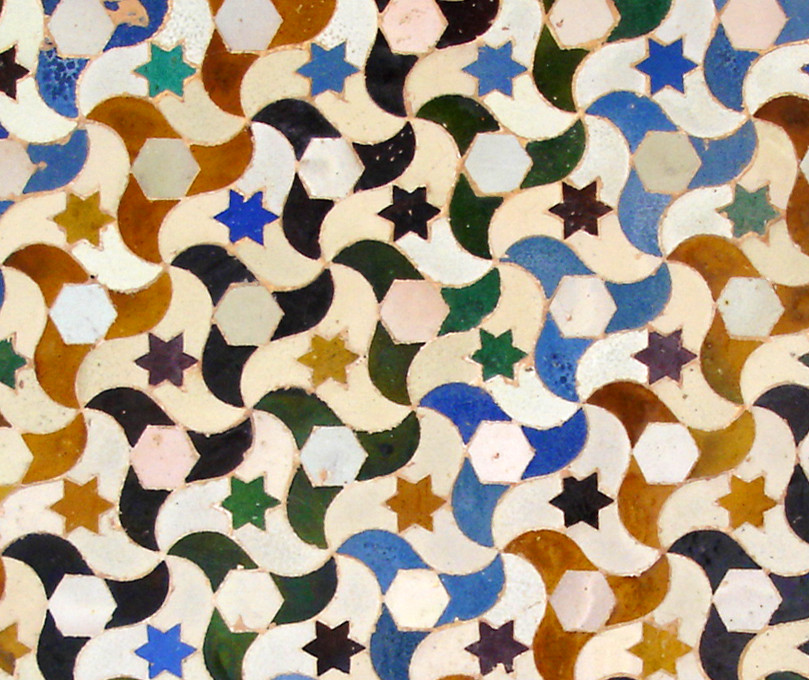
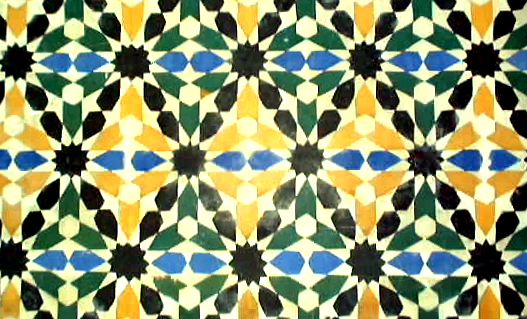
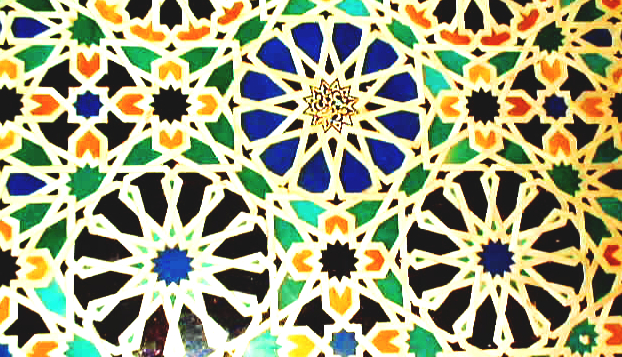

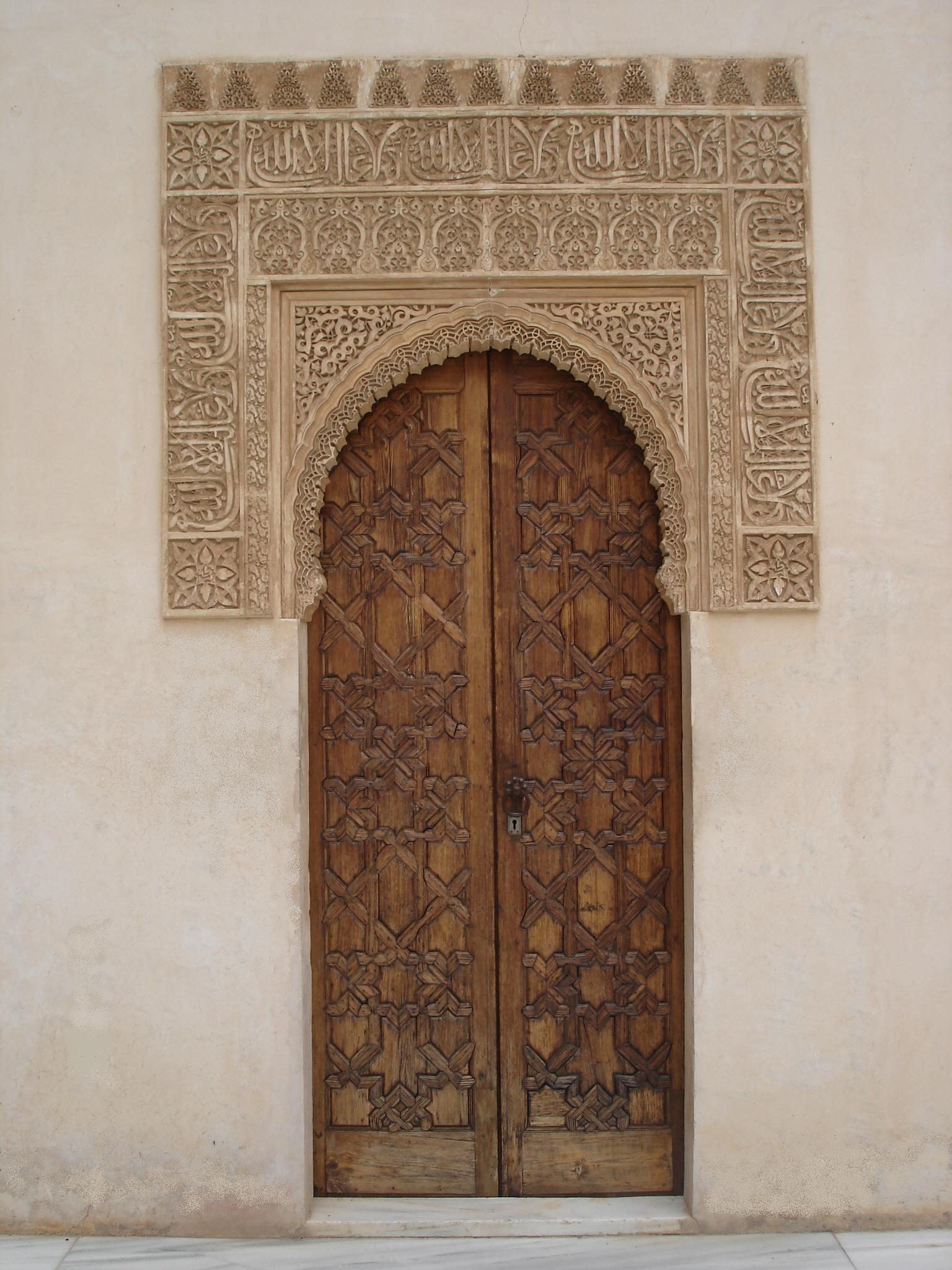
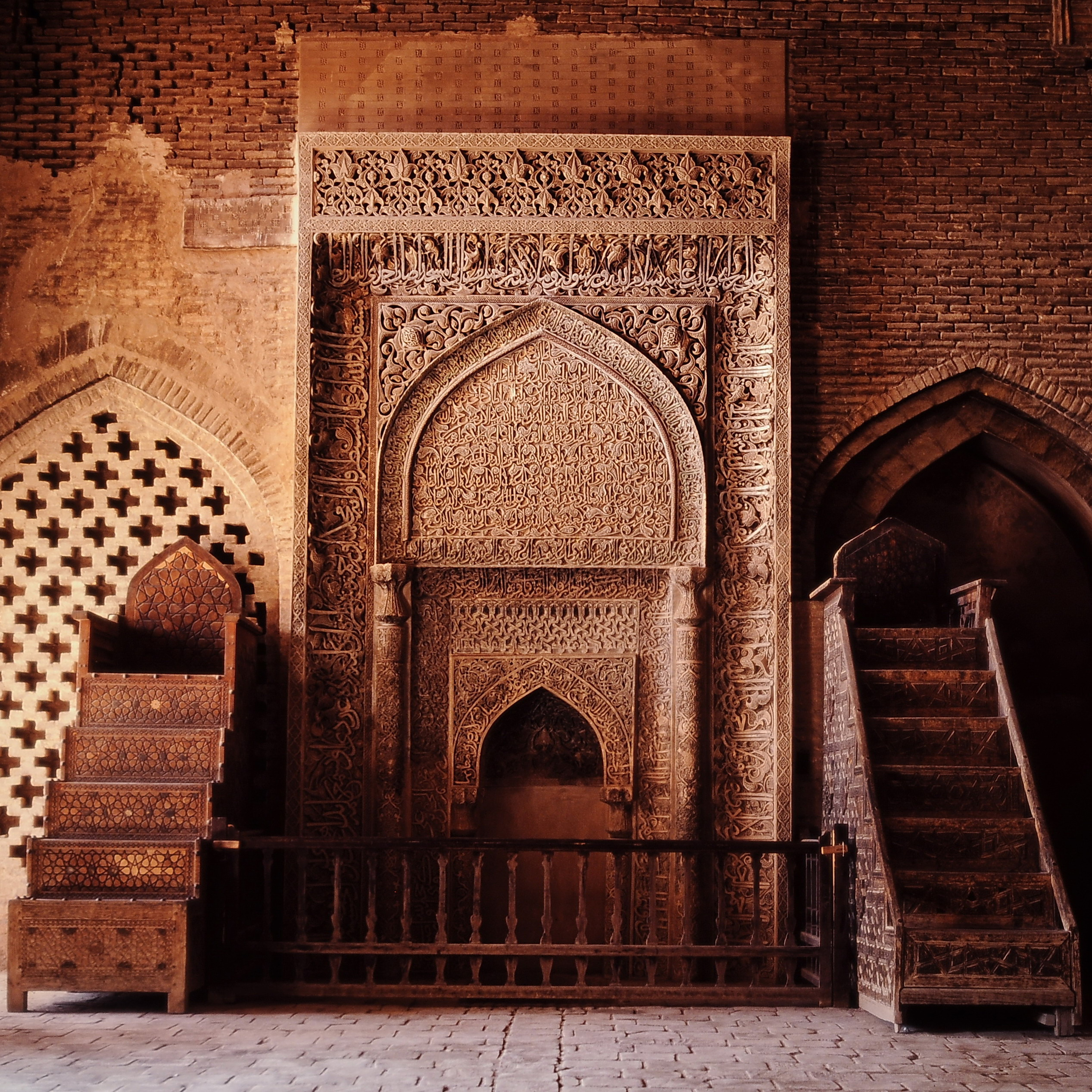
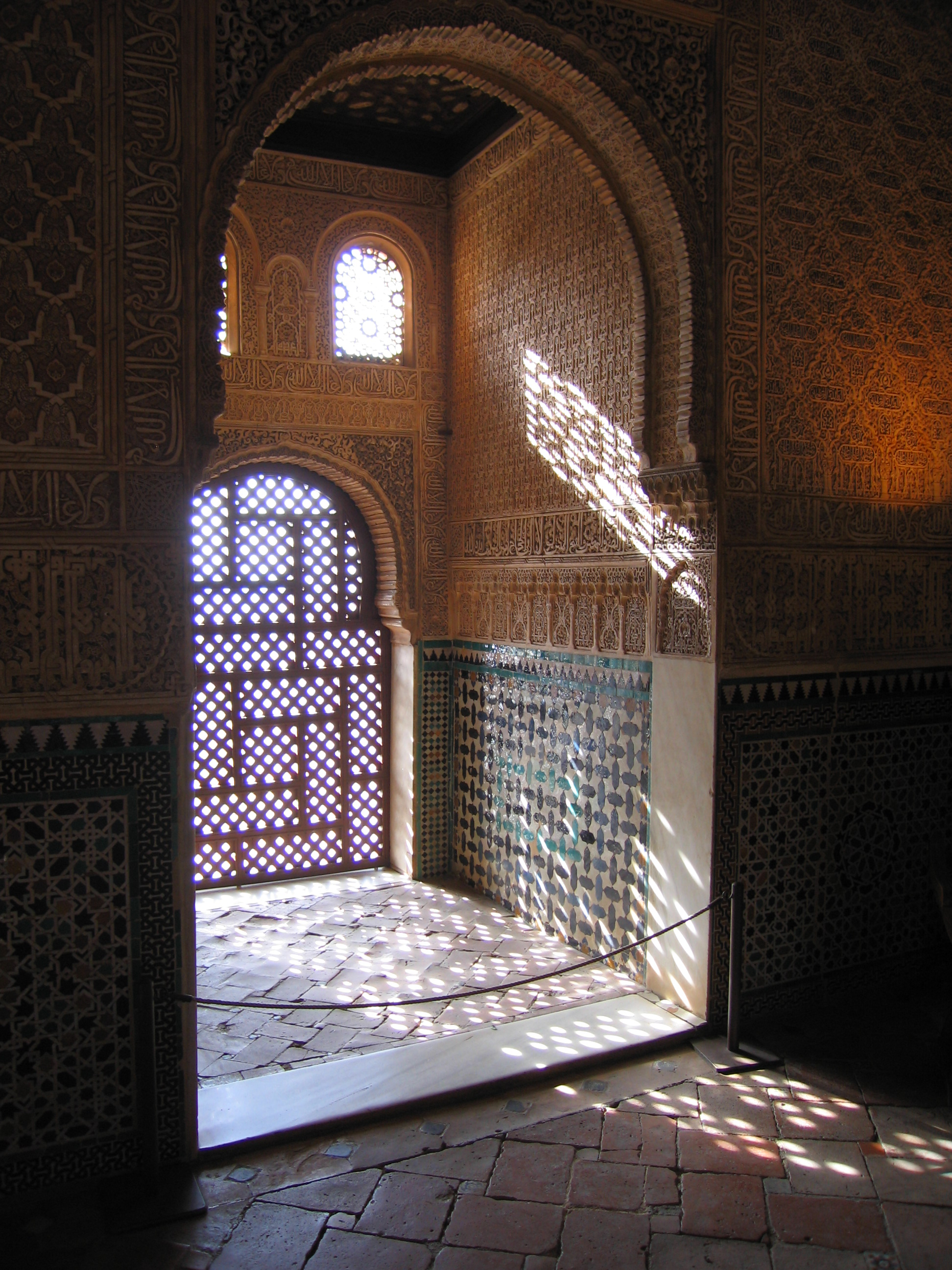
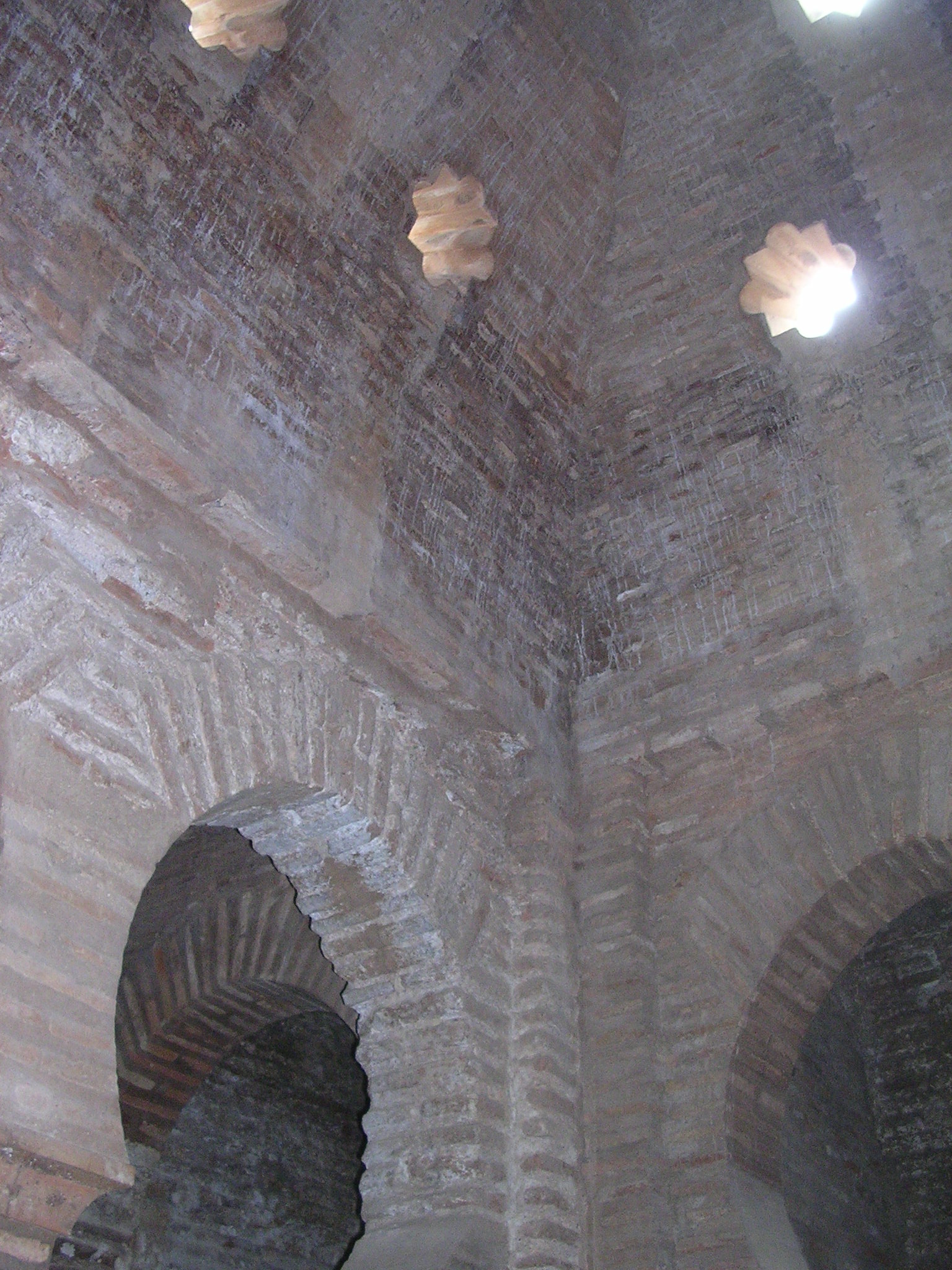

На хвилі повернення зацікавленості до власної історії для іспанців та Європи вперше почала відкриватися сплюндрована, напівзруйнована краса культури арабської Альгамбри. Її реставрують донині. Частка речей перенесена в музеї. Різну дерев'яну капітель з палацу в Альгамбрі, мавританську кераміку та арабські монети можна бачити, наприклад, в музеї Ермітаж. Назва Альгамбра ще в XIX столітті стала штампом невисокої культури — балаганів, кінотеатрів, дрібних ресторанчиків тощо.